# Liste des gouverneurs de Provence

## Gouverneurs
- 1481-1483 : Palamède de Forbin, sieur de Solliès ;
- 1483-1483 : Jean de Baudricourt  († 11 mai 1493) ;
- 1487-1489 : Louis II de Saluces († 27 janvier 1504) ;
- 1491-1493 : François de Luxembourg, vicomte de Martigues ;

## Gouverneurs — grands-sénéchaux
De 1493 à 1572, les charges de gouverneur et de grand sénéchal de Provence sont confondues.
- 1493-1503 : Philippe de Hochberg († 7 septembre 1503), margrave de Hochberg, sieur de Rothelin ;
- 1504-1513 : Louis Ier d'Orléans, comte de Longueville, marquis de Rothelin ;
- 1514 : Jean de Poitiers, seigneur de Saint-Vallier, vicomte de l'Étoile ;
- 1515-1525 : René de Savoie, comte de Tende ;
- 1525-1566 : Claude de Savoie, comte de Tende, fils du précédent ;
- 1566-1572 : Honoré Ier de Savoie, comte de Tende et de Sommerive, fils du précédent.

## Grands-sénéchaux
- 1572-1582 : Jean de Pontevès, comte de Carcès, baron de Cotignac
- 1582-1610 : Gaspard de Pontevès, comte de Carcès, fils du précédent
- 1610-1655 : Jean de Pontevès, comte de Carcès, fils de Gaspard
- 1655-1662 : François de Simiane, marquis de Gordes, comte de Carcès, neveu du précédent

## Gouverneurs
- 1572-1573 : Gaspard de Saulx-Tavannes, maréchal de France ;
- 1573-1578 : Albert de Gondi, comte de Retz, maréchal de France, suppléé par Henri d'Angoulême, Grand Prieur de France ;
- 1578-1579 : François de La Baume, comte de Suze ;
- 1579-1586 : Henri d'Angoulême, bâtard de Valois, comte d’Angoulême
- 1586-1588 : Jean-Louis de Nogaret, duc d’Épernon, amiral de France ;
- 1588-1589 : Bernard de Nogaret, duc de La Valette, amiral de France, frère du précédent, d'abord nommé commandant des forces royales en Provence puis gouverneur de Provence en l'absence de son frère relevé à la demande du duc de Guise
- 1589-1594 : Jean-Louis de Nogaret, duc d’Épernon, retrouve la charge de gouverneur de Provence après la mort du duc de Guise
  - 1591-1592 : Charles Emmanuel Ier de Savoie[1] qui se considérait, non sans arrière-pensées annexionnistes, comme « Gouverneur de Provence » pour le compte de la Ligue [2].
  - 1592-1594 : Gaspard de Pontevès, comte de Carcès, nommé par le chef de la Ligue, le duc de Mayenne
- 1594-1631 : Charles Ier de Guise, duc de Guise et prince de Joinville
- 1631-1637 : Nicolas de L'Hôpital, maréchal de Vitry, maréchal de France
- 1637-1653 : Louis-Emmanuel de Valois, comte d'Alais (rappelé de Provence en septembre 1650)
- 1653-1669 : Louis de Bourbon-Vendôme, duc de Mercœur et d'Étampes
- 1669-1712 : Louis-Joseph de Bourbon, duc de Vendôme et de Penthièvre, fils du précédent
- 1712-1734 : Claude Louis Hector, duc de Villars, maréchal de France
- 1734-1770 : Honoré-Armand, duc de Villars, fils du précédent
- 1770-1780 : Camille-Louis de Lorraine, prince de Marsan
- 1782-1790 : Charles Juste de Beauvau-Craon, maréchal de France

En 1790, la Révolution met définitivement fin au gouvernorat.

## Sources
- D’après Sous la direction d'Édouard Baratier, Georges Duby et Ernest Hildesheimer, Atlas historique. Provence, Comtat Venaissin, principauté d’Orange, comté de Nice, principauté de Monaco, Paris, Librairie Armand Colin, 1969 (BNF 35450017), p 132
- Jean Duquesne Dictionnaire des Gouverneurs de Province éditions Christian Paris 2002  (ISBN 2864960990) p. 185-190.